# Ghost Movie 2
Ghost Movie 2 (Originaltitel: A Haunted House 2) ist eine US-amerikanische Horror-Parodie aus dem Jahr 2014 mit Marlon Wayans in der Hauptrolle. Der Film stellt die Fortsetzung zu Ghost Movie (A Haunted House) aus dem Jahr 2013 dar und lief in den US-amerikanischen Kinos am 28. März 2014 an.
Am 8. April 2013 wurde öffentlich, dass Wayans, Open Road und IM Global Octane eine Fortsetzung aufgrund des finanziellen Erfolgs des ersten Teils produzieren werden. Am 3. Mai 2013, nicht lange nach dem Filmstart des Vorgängers, wurde das offizielle Veröffentlichungsdatum verkündet. Die Dreharbeiten zum Film begannen am 26. August 2013 und endeten am 29. September.

## Handlung
Malcolm hat seine vom Teufel besessene Freundin Kisha bei einem Autounfall verloren. Nun hat er ein Auge auf eine alleinstehende Mutter geworfen. Als er gemeinsam mit ihr und ihren zwei Kindern in ein neues Haus zieht, fällt ihm auf, dass nicht nur das neue Haus von seltsamen, paranormalen Begebenheiten befallen wird, sondern auch die Kinder. Dann kehrt auch noch die tote Kisha zurück, die Malcolm alles andere als freundlich gesinnt ist.

## Rezeption
Ghost Movie 2 konnte am US-Eröffnungswochenende 8,8 Millionen US-Dollar und damit gut das Doppelte der Produktionskosten einspielen; insgesamt beliefen sich die Einnahmen in Nordamerika auf rund 17,3 Mio. US-Dollar.
Wie bereits der Vorgänger erhielt auch Ghost Movie 2 hauptsächlich negative Kritiken. Auf Rotten Tomatoes fielen lediglich 8 % von 39 gewerteten Kritiken in ihrem Urteil positiv aus.

„Marlon Wayans Parodie-Sequel ist so unbeholfen und kindisch wie sein Vorgänger, aber niemand kann sagen, dass sein Drehbuchautor und Star nicht alles geben.“

„Ermüdende, kaum einmal komische Verballhornung angesagter Gruselfilme, die ihre Pointen weitgehend dem Zufall überlässt.“